# Synagoga Lejba Helperna w Łodzi
Synagoga Lejba Helperna w Łodzi – prywatny dom modlitwy znajdujący się w Łodzi przy ulicy Północnej 11.
Synagoga została zbudowana w 1896 roku z inicjatywy Lejba Helperna. Mogła ona pomieścić 25 osób. Podczas II wojny światowej hitlerowcy zdewastowali synagogę.